# Werner Lensing
Werner Ludwig Wilhelm Lensing (* 30. Oktober 1938 in Bocholt; † 15. März 2020 in Coesfeld) war ein deutscher Pädagoge und Politiker (CDU).

## Leben
Lensing studierte Philologie in Freiburg, Marburg und Münster. Er war Oberstudiendirektor  und Schulleiter am Gymnasium Nepomucenum in Coesfeld. 
1967 trat Lensing der CDU bei. Er war von 1973 bis 1978 sowie von 1989 bis 2003 Kreisvorsitzender sowie von 1979 bis 1994 Kreistagsmitglied. Er war vom 10. November 1994 bis zur Bundestagswahl 2005 (drei Wahlperioden) als Nachfolger des Christdemokraten Wilhelm Rawe Mitglied des Deutschen Bundestages. Er wurde für die CDU über ein Direktmandat des Wahlkreises Coesfeld - Steinfurt I in Nordrhein-Westfalen gewählt. Er war seit 2003 Ehrenvorsitzender des CDU-Kreisverbandes Coesfeld. Er war Mitglied im Bildungsausschuss und Mitglied der Enquete-Kommission „Ethik und Recht der modernen Medizin“. Für die Neuwahlen im September 2005 kandidierte er nicht mehr. Sein Nachfolger wurde Karl Schiewerling.
Werner Lensing war verheiratet und hatte vier Söhne. Er war Korporierter im KV. 